# Atletiek op de Paralympische Zomerspelen 2024 - 1500 m mannen T20
De 1500 meter voor mannen klasse T20 op de Paralympische Zomerspelen 2024 vond plaats op 6 september in het Stade de France. Deze klasse is voor atleten met een verstandelijke beperking, atleten in deze klasse hebben een IQ-score van 75 of minder. De winnaar van 2020 was Owen Miller uit Groot-Brittannië, hij werd in 2024 opgevolgd door zijn landgenoot Ben Sandilands. Sandro Baessa uit Portugal behaalde het zilver en de Amerikaan Michael Brannigan won de bronzen medaille.

## Records
Voorafgaand aan het toernooi waren dit de wereldrecords en Paralympische records.
| Wereldrecord        | Verenigde Staten Michael Brannigan | 3:45.50 | New York       | 11 februari 2017  |
| Paralympisch record | Verenigde Staten Michael Brannigan | 3:51.73 | Rio de Janeiro | 13 september 2016 |

## Finale
| Rang   | Naam              | Naam | Tijd    | Bijz. |
| ------ | ----------------- | ---- | ------- | ----- |
| Goud   | Ben Sandilands    | GBR  | 3:45.40 | WR    |
| Zilver | Sandro Baessa     | POR  | 3:49.46 | PB    |
| Brons  | Michael Brannigan | USA  | 3:49.91 |       |
| 4      | Ndiaga Dieng      | ITA  | 3:50.24 |       |
| 5      | Daiki Akai        | JPN  | 3:57.58 |       |
| 6      | Yuji Togawa       | JPN  | 4:02.68 |       |
| 7      | Aaron Shorten     | IRL  | 4:02.71 | SB    |